# Edmund Renard (der Jüngere)

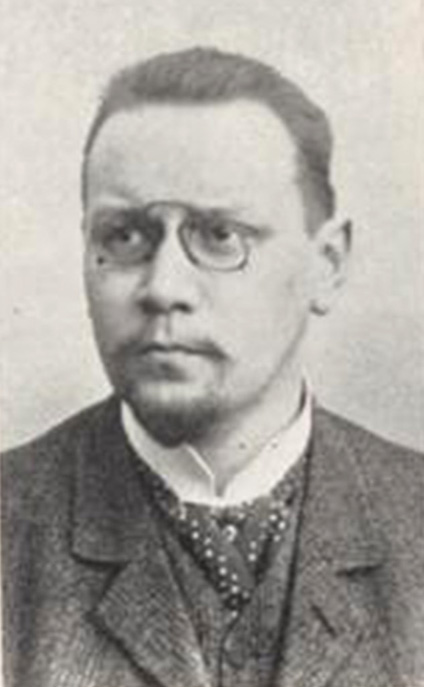
Edmund Renard, 1904

Edmund Renard (der Jüngere) (* 10. Juni 1871 in Köln; † 1. März 1932 in Bonn) war ein deutscher Kunsthistoriker und Denkmalpfleger.

## Leben und Wirken
Edmund Renard war ein Sohn des Bildhauers Edmund Renard (des Älteren) (1830–1905) und ein Bruder des Architekten Heinrich Renard, der mit dem Vater den Kölner Heinzelmännchen-Brunnen schuf.
Nach der Ausbildung bei seinem Onkel, dem Architekten Heinrich Wiethase, studierte Edmund Renard Kunstgeschichte an der Kaiser-Wilhelms-Universität Straßburg und der Universität Leipzig. Dort wurde er 1896 mit seiner Dissertation Die Bauten der Kurfürsten Joseph Clemens und Clemens August von Köln. Ein Beitrag zur Geschichte des Roccoco in Deutschland bei Georg Dehio zum Dr. phil. promoviert.
Von 1896 bis 1898 war er am Berliner Kunstgewerbemuseum tätig. Danach wurde er Mitglied in der rheinischen Kommission für Denkmäler-Statistik in Düsseldorf und später zum Direktor des Denkmalarchivs der Rheinprovinz berufen.
Seiner Tätigkeit beim preußischen Kultusministerium ab 1910 folgte von 1911 bis 1928 als Nachfolger von Paul Clemen die Tätigkeit als Provinzialkonservator in Bonn. Sein Nachfolger in diesem Amt wurde Franz Wolff-Metternich.

## Bauten und Entwürfe
| Jahr      | Bild | Ort                    | Objekt         | Bundesland          | Kommentar                                                                                            |
| --------- | ---- | ---------------------- | -------------- | ------------------- | --- |
| 1894      |      | Oberpleis              | St. Pankratius | Nordrhein-Westfalen | Bauleitung für die Restaurierung nach Plänen von Heinrich Wiethase († Dezember 1893)                 |
| 1905–1906 |      | Viersen–Dülken         | St. Cornelius  | Nordrhein-Westfalen | Bauleitung für die Fertigstellung von Langhaus und Glockenturm nach Plänen von Heinrich Wiethase (†) |
| 1912–1914 |      | Jülich–Kirchberg       | St. Martinus   | Nordrhein-Westfalen | Erweiterung                                                                                          |
| 1913      |      | Jülich–Mersch          | St. Agatha     | Nordrhein-Westfalen | Erweiterung                                                                                          |
| 1914–1921 |      | Trier                  | St. Matthias   | Rheinland-Pfalz     | Restaurierung                                                                                        |
| 1926–1927 |      | Köln–Humboldt/Gremberg | St. Engelbert  | Nordrhein-Westfalen | Neubau zusammen mit Josef van Geisten                                                                |
| 1928–1929 |      | Baesweiler             | St. Petrus     | Nordrhein-Westfalen | Neubau zusammen mit Josef van Geisten                                                                |

## Schriften (Auswahl)

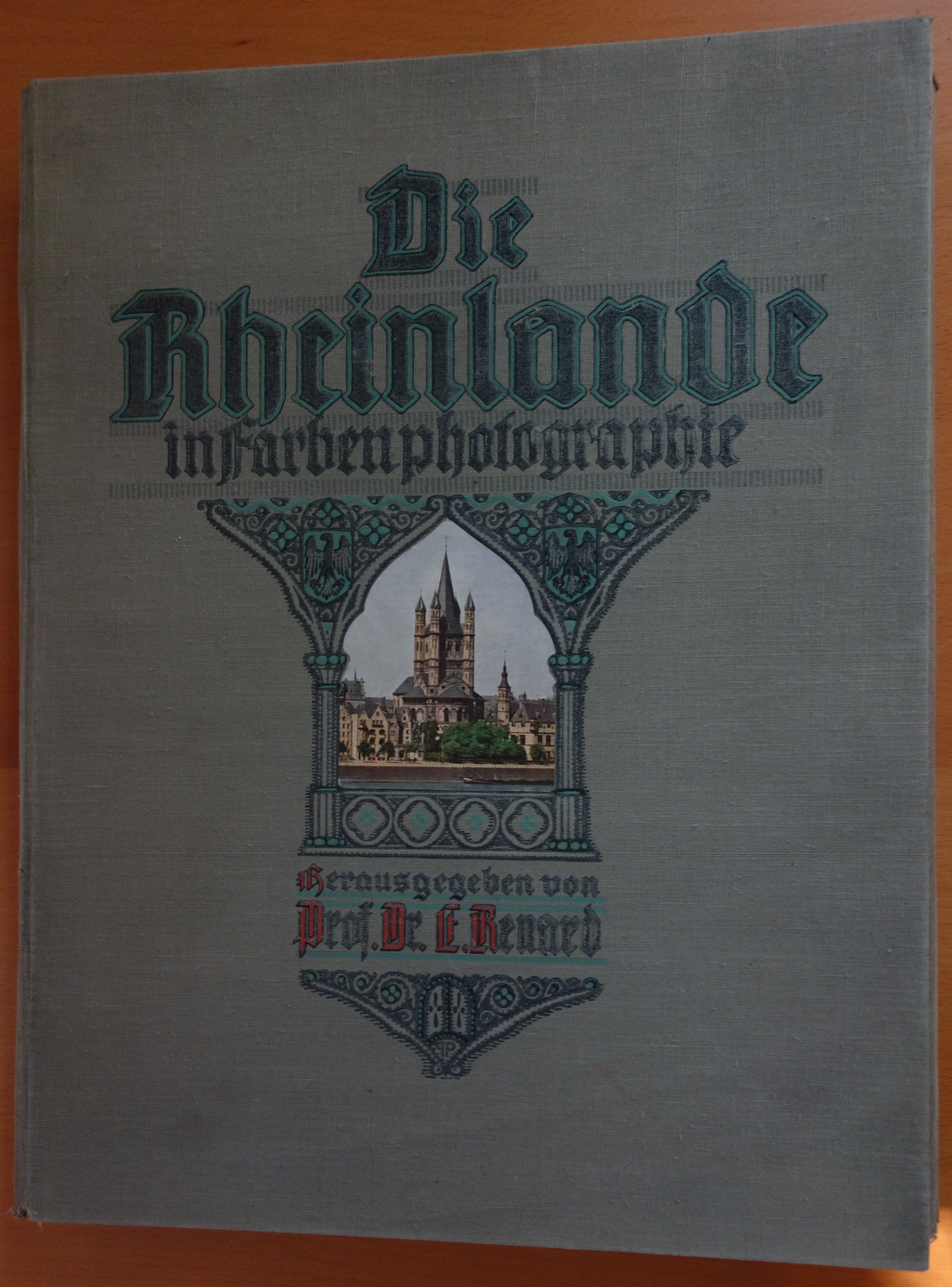
Bucheinband von Die Rheinlande in Farbenphotographie, Berlin / Köln 1921

- Die Kunstdenkmäler der Rheinprovinz.
  - Band 5, 1: Die Kunstdenkmäler der Kreise Gummersbach, Waldbröl und Wipperfürth. Düsseldorf 1900.
  - Band 5, 4: Die Kunstdenkmäler des Siegkreises. Düsseldorf 1907.
  - Band 8, 1: Die Kunstdenkmäler des Kreises Jülich. Düsseldorf 1902. (mit Karl Franck-Oberaspach)
  - Band 8, 2: Die Kunstdenkmäler der Kreise Erkelenz und Geilenkirchen. Düsseldorf 1904
  - Band 8, 3: Die Kunstdenkmäler des Kreises Heinsberg. Düsseldorf 1906. (mit Karl Franck-Oberaspach)
  - Band 9, 1: Die Kunstdenkmäler des Kreises Düren. Düsseldorf 1910. (mit Paul Hartmann)
- Von alten rheinischen Glocken. In: Mitteilungen des Rheinischen Vereins für Denkmalpflege und Heimatschutz, 12. Jahrgang 1918, S. 1–93.
- Die bildende Kunst. In: Gesellschaft für Rheinische Geschichtskunde (Hrsg.): Geschichte des Rheinlandes von der ältesten Zeit bis zur Gegenwart. Band 2. Essen 1922, S. 365–462.
- als Herausgeber: Die Rheinlande in Farbenphotographie (= Deutschland in Farbenphotographie, Bände 6 und 7). Verlagsanstalt für Farbenphotographie Carl Weller, Berlin 1921 und 1922.
- Clemens August, Kurfürst von Köln. Ein rheinischer Mäzen und Weidmann des 18. Jahrhunderts (= Monographien zur Weltgeschichte, Nr. 33). Bielefeld 1927.